# Macrostomus fulvithorax
Macrostomus fulvithorax är en tvåvingeart som beskrevs av Charles Howard Curran 1931. Macrostomus fulvithorax ingår i släktet Macrostomus och familjen dansflugor. Inga underarter finns listade i Catalogue of Life.